# Sydamerikanska inomhusmästerskapen i friidrott
Sydamerikanska inomhusmästerskapen i friidrott är en friidrottstävling inomhus i Sydamerika som arrangeras av Atletismo Sudamericano. Den första upplagan arrangerades 2020.

## Upplagor
| Upplaga | År   | Ort        | Land    | Datum          |
| ------- | ---- | ---------- | ------- | -------------- |
| 1       | 2020 | Cochabamba | Bolivia | 1–2 februari   |
| 2       | 2022 | Cochabamba | Bolivia | 19–20 februari |
| 3       | 2024 | Cochabamba | Bolivia | 27–28 januari  |
| 4       | 2025 | Cochabamba | Bolivia | 22–23 februari |